# Municipio de Arkansas
El municipio de Arkansas (en inglés: Arkansas Township) es un municipio ubicado en el condado de Arkansas en el estado estadounidense de Arkansas. En el año 2010 tenía una población de 92 habitantes y una densidad poblacional de 0,63 personas por km².

## Geografía
El municipio de Arkansas se encuentra ubicado en las coordenadas 34°3′33″N 91°21′40″O / 34.05917, -91.36111. Según la Oficina del Censo de los Estados Unidos, el municipio tiene una superficie total de 146.6 km², de la cual 130,88 km² corresponden a tierra firme y (10,72 %) 15,71 km² es agua.

## Demografía
Según el censo de 2010, había 92 personas residiendo en el municipio de Arkansas. La densidad de población era de 0,63 hab./km². De los 92 habitantes, el municipio de Arkansas estaba compuesto por el 91,3 % blancos, el 8,7 % eran afroamericanos. Del total de la población el 0 % eran hispanos o latinos de cualquier raza.